# Putnici
"Putnici" ("Viajantes") foi a canção que representou a Bósnia e Herzegovina no Festival Eurovisão da Canção 1999 que teve lugar em 29 de maio desse ano em Jerusalém.
A referida canção foi interpretada em bósnio e em francês por Dino e Béatrice. Foi a vigésima segunda e penúltima canção a ser interpretada na noite do festival, a seguir à canção da Alemanha "Reise nach Jerusalem – Kudüs'e seyahat", cantada pela banda Sürpriz e antes da canção da Estónia  "Diamond of Night", interpretada por Evelin Samuel & Camille. Terminou a competição em sétimo lugar, tendo obtido um total de 86 pontos. No ano seguinte, em 2000, a Bósnia e Herzegovina não participaria (devido aos fracos resultados nos últimos cinco anos), mas regressaria em 2001 com a canção "Hano", interpretada por   Nino Pršeš.

## Autores
- Letrista: Edin Dervišhalidović
- Compositor:Edin Dervišhalidović

## Letra
A música em si é elíptica em sentido, com uma letra que trata como é  ser-se viajantes ao longo da vida.